# シロアシマウス

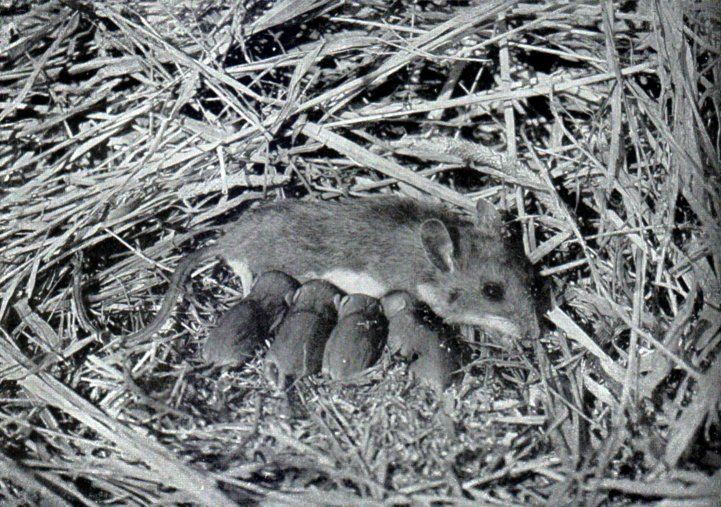
授乳中のメス

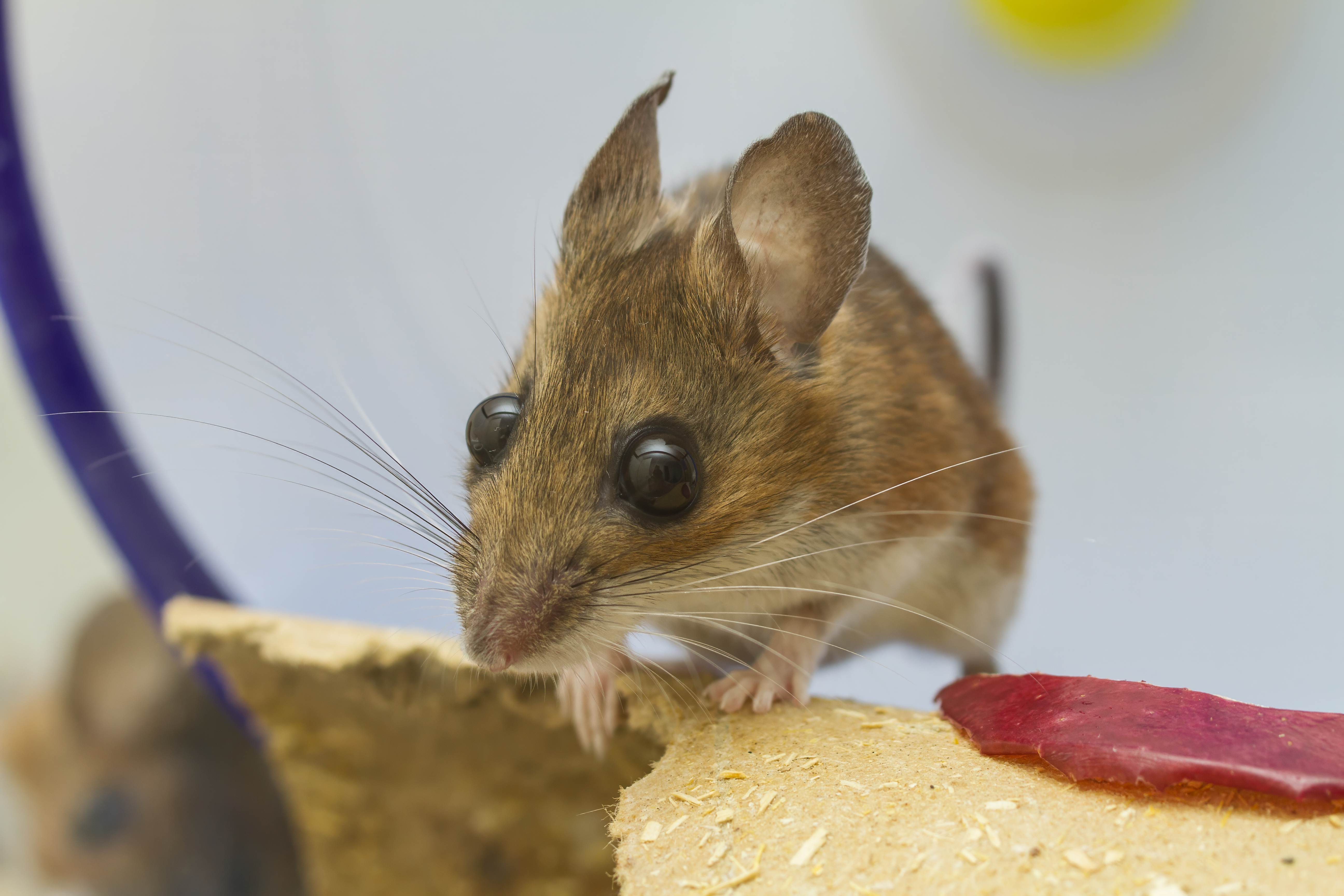
少なくとも3歳8か月である飼育下のシロアシマウス

シロアシマウス（Peromyscus leucopus、英: White-footed mouse）は、北アメリカのオンタリオ州からケベック州、ラブラドール地方、沿海州（ニューファンドランド島を除く）からアメリカ合衆国南西部、メキシコまでを原産とする齧歯類である。沿海州では、ノヴァスコシア州の南部に離れた集団があるのみである。特にテキサス州では、woodmouseとして知られている。

## 記載
体長は尾を除き90-100 mmで、尾の長さは63-97 mmである。若い個体の体重は20-30 gである。寿命は最大96か月で、平均はメスで45.5か月、オスで47.5か月である。北方の気候での平均寿命は、12-24か月である。

## 感染症
シカシロアシマウスと同様に、ヒトに重篤な病気を引き起こすハンタウイルスを運ぶ。また、ライム病の原因となるスピロヘータBorrelia burgdorferiのレゼルボアであることが分かっている。

## 人間との関係
実験用マウスとしてハツカネズミに次いで用いられており、家畜化されたものはPeromyscus leucopus linvilleと呼ばれる。礼儀正しいペットとして飼育されることもある。様々な色を持つように繁殖されている。

## 寄生
寄生性のウマバエであるCuterebra fontinellaが好む宿主となる。

## ギャラリー

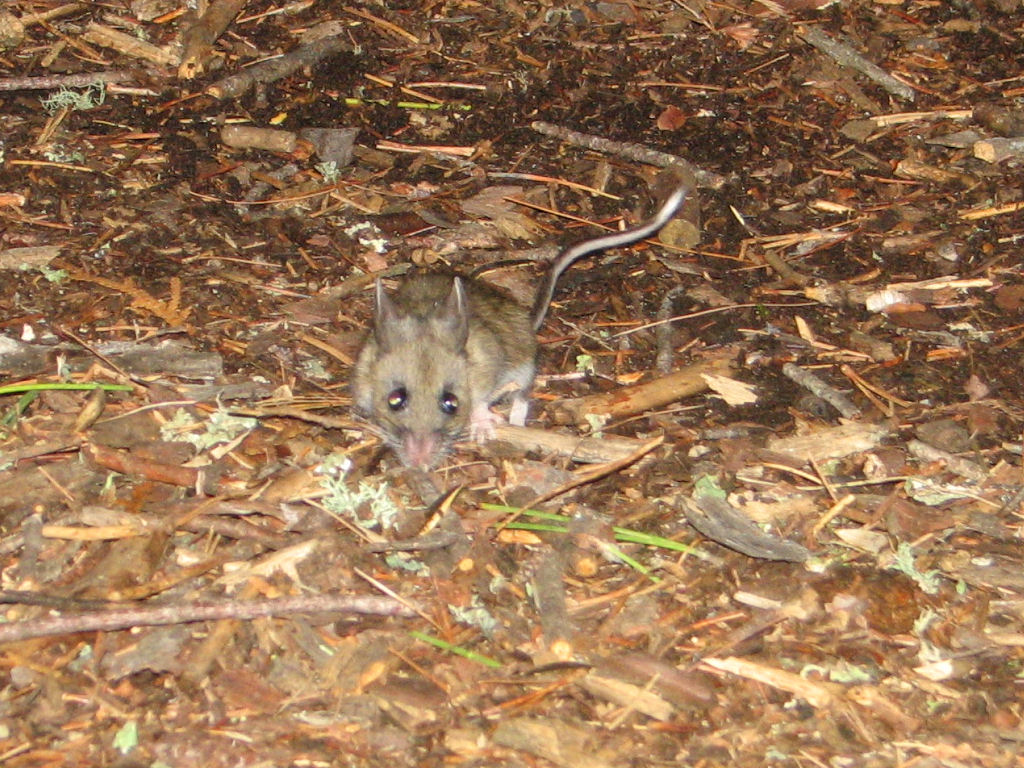
オンタリオ州のケティコ州立公園で
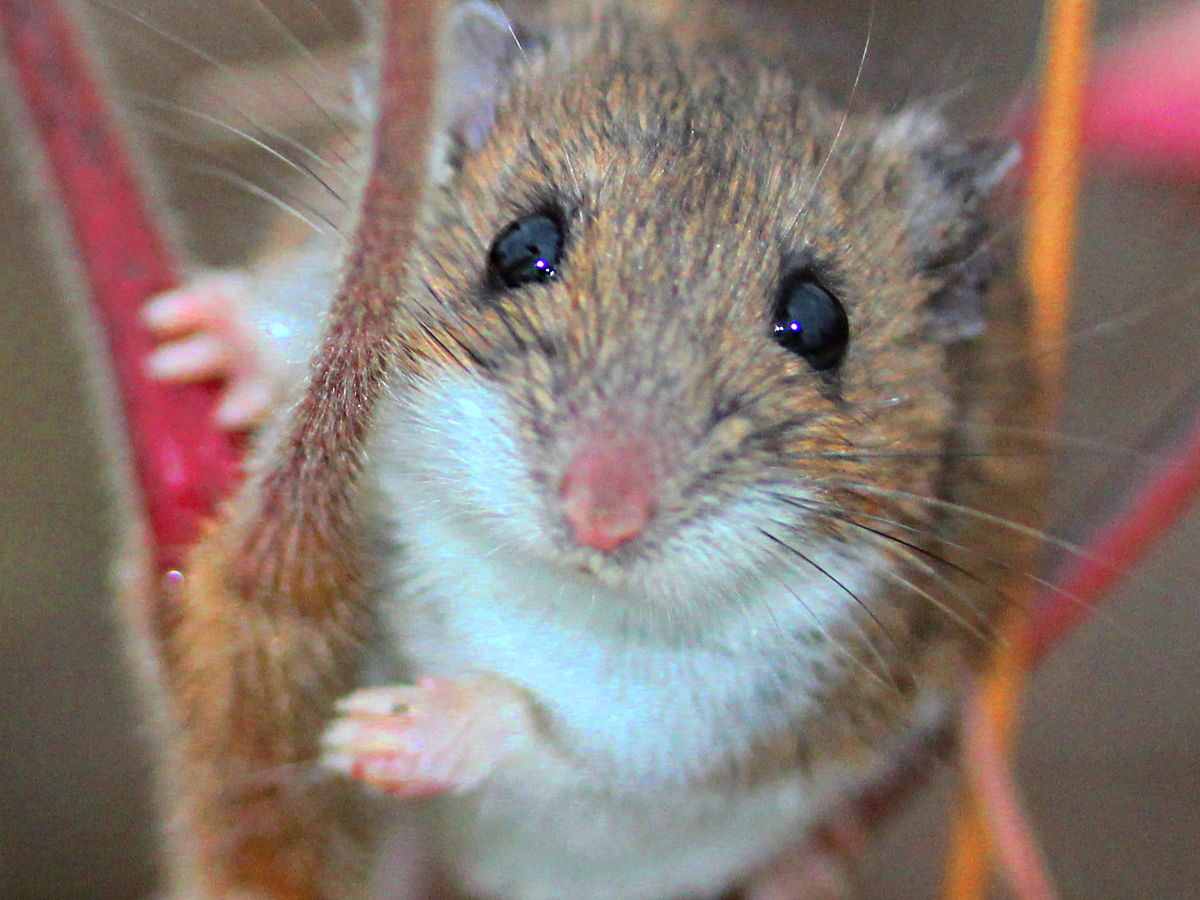
アメリカハゼノキに登るメス